# Henryk Wejman

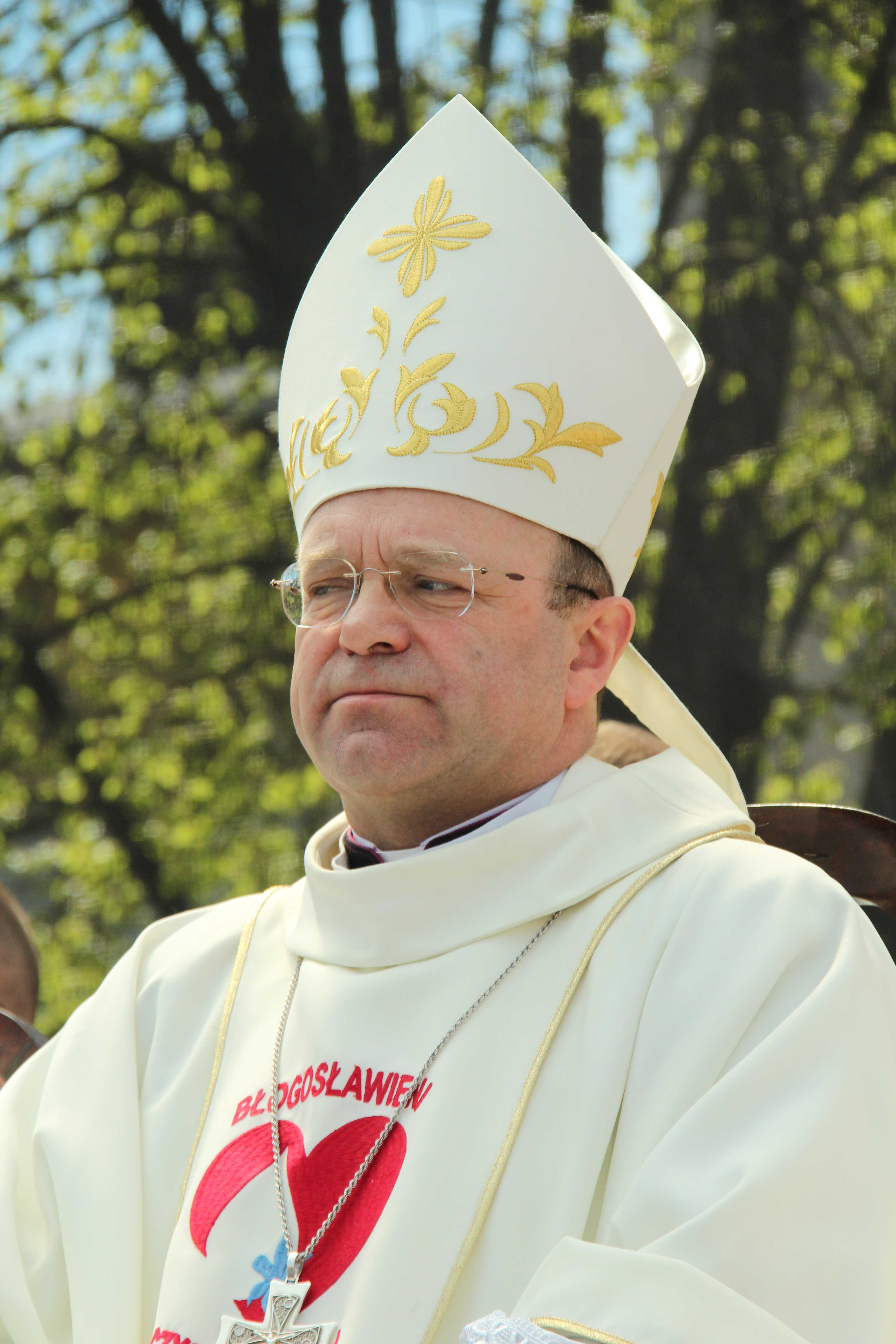
Henryk Wejman (2015)

Henryk Wejman (* 17. Dezember 1959 in Choszczno) ist ein polnischer römisch-katholischer Geistlicher, Theologe und Weihbischof in Stettin-Cammin.

## Leben
Henryk Wejman wurde als Sohn einer Bauernfamilie in Choszczno geboren und in der Pfarrkirche Hl. Dreifaltigkeit in Suliszewo getauft. Er wuchs in Żeliszewo auf und besuchte zuerst die dortige Grundschule (1966–1970) und später die Grundschule in Recz (1970–1974). Nachdem er 1978 in Choszczno das Abitur erlangt hatte, studierte er von 1978 bis 1984 Philosophie und Katholische Theologie am Priesterseminar des Bistums Stettin-Cammin in Gościkowo und in Stettin. Er empfing am 15. April 1984 in der Jakobskathedrale in Stettin durch den Bischof von Stettin-Cammin, Kazimierz Majdański, das Sakrament der Priesterweihe für das Bistum Stettin-Cammin.
Nach der Priesterweihe war Wejman zunächst kurzzeitig als Pfarrvikar der Pfarrei Christus König in Świnoujście tätig. 1986 wurde er für weiterführende Studien nach Rom entsandt, wo er 1988 an der Päpstlichen Universität Heiliger Thomas von Aquin mit der von Alberto Justo betreuten Arbeit L’obbedienza del sacerdote riguardo al vescovo alla luce del decreto conciliare Presbyterorum ordinis („Der Gehorsam des Priesters gegenüber dem Bischof im Lichte des Konzilsdekrets Presbyterorum ordinis“) ein Lizenziat im Fach Spirituelle Theologie erwarb. Nach der Rückkehr in seine Heimat wirkte Wejman als Pfarrvikar der Pfarrei St. Joseph in Stettin, Krankenhausseelsorger am Krankenhaus Nr. 2 im Stettiner Stadtteil Pomorzany und als Hochschulseelsorger (1988–1989) sowie als Pfarrvikar der Pfarrei St. Stanislaus Kostka in Karnice (1989). 1990 wurde er an der Päpstlichen Universität Heiliger Thomas von Aquin in Rom bei Emeterio De Cea OP mit der Arbeit Formazione all’obbedienza sacerdotale alla luce della dottrina del Concilio Vaticano II („Ausbildung zum priesterlichen Gehorsam im Lichte der Lehre des Zweiten Vatikanischen Konzils“) zum Doktor der Theologie promoviert.
Nachdem Wejman 1990 kurzzeitig als Pfarrvikar der Pfarrei Mutter Gottes von der immerwährenden Hilfe im Stettiner Stadtteil Golęcino und als stellvertretender Leiter des diözesanen Recollectio-Hauses in Stettin fungiert hatte sowie von 1990 bis 1991 die diözesane Pastoralabteilung geleitet hatte, wurde er Pfarrer der Pfarrei St. Albert Chmielowski in Stettin. Von 1993 bis 1998 wirkte er als Spiritual am Priesterseminar des Erzbistums Stettin-Cammin, an dem er auch lehrte. 1997 wurde Wejman an der Päpstlichen Theologischen Fakultät in Breslau mit der Arbeit Miłosierdzie jako istotny element duchowości chrześcijańskiej. Studium z teologii życia wewnętrznego („Barmherzigkeit als wesentliches Element der christlichen Spiritualität. Eine Studie über die Theologie des inneren Lebens“) im Fach Katholische Theologie habilitiert. Anschließend war er außerordentlicher Professor am Philosophischen Institut der Universität Stettin (1998–1999) und der Adam-Mickiewicz-Universität Posen, an der er von 1999 bis 2002 auch als Prodekan für Auslandsangelegenheiten fungierte. Ab 2004 lehrte Wejman als ordentlicher Professor an der Theologischen Fakultät der Universität Stettin und leitete den Lehrstuhl für Moraltheologie und Spiritualität. 2012 wurde er zudem Dekan der Theologischen Fakultät. Ferner war er Mitglied der Polnischen Vereinigung für Theologie der Spiritualität, der Polnischen Theologischen Gesellschaft und der Bioethikkommission der Pommerschen Medizinischen Universität Stettin sowie Gutachter des staatlichen Akkreditierungsausschusses und des Akkreditierungsausschusses der Universität Stettin. Seine Forschungsschwerpunkte waren alternative religiöse Bewegungen und christliche Spiritualität, religiöse und mystische Erfahrung, Anwendung der Methode der Phänomenologie auf die Theologie der Spiritualität, Spiritualität der Barmherzigkeit und Komplementarität der Spiritualität der Lebensstände in der Kirche.
Außerdem war Wejman ab 2008 Domherr an der Jakobskathedrale in Stettin. Darüber hinaus gehörte er ab 2009 dem Konsultorenkollegium und dem Priesterrat des Erzbistums Stettin-Cammin an und wirkte bei der Diözesansynode und beim Provinzialkonzil der Kirchenprovinz Stettin-Cammin mit. Am 30. Januar 2013 verlieh ihm Papst Benedikt XVI. den Ehrentitel Päpstlicher Ehrenkaplan.
Am 22. November 2014 ernannte ihn Papst Franziskus zum Titularbischof von Sinitis und bestellte ihn zum Weihbischof in Stettin-Cammin. Der Apostolische Nuntius in Polen, Erzbischof Celestino Migliore, spendete ihm am 20. Dezember desselben Jahres in der Jakobskathedrale in Stettin die Bischofsweihe; Mitkonsekratoren waren der Erzbischof von Stettin-Cammin, Andrzej Dzięga, und der Bischof von Sosnowiec, Grzegorz Kaszak. Wejman wählte den Wahlspruch Servire Deo misericordia („Dem Gott der Barmherzigkeit dienen“). Als Weihbischof war er bis zum Rücktritt von Andrzej Dzięga Generalvikar des Erzbistums Stettin-Cammin.
In der Polnischen Bischofskonferenz fungiert Wejman zudem als stellvertretender Vorsitzender der Arbeitsgruppe für den Dialog mit den Siebenten-Tags-Adventisten und als Vorsitzender des Ausschusses für Wissenschafts- und Sprachstipendien. Ferner ist er Delegierter der Bischofskonferenz für die Exorzisten in Polen und gehört dem Wissenschaftsrat an.
Am 30. Dezember 2016 leitete er die Beisetzung des bei dem Anschlag auf den Berliner Weihnachtsmarkt an der Gedächtniskirche getöteten Lastwagenfahrers Łukasz Urban in Banie.

## Wappen
Das Wappen von Henryk Wejman wird durch ein rotes Kreuz in vier Felder geteilt. Mit diesem Kreuz nimmt Wejman Bezug auf das historische Wappen des Bistums Cammin. Im linken oberen Feld ist ein Fisch zu sehen, von dem rote und weiße Strahlen ausgehen. Der Fisch steht entsprechend der christlichen Symbolik für Christus und die Strahlen für die von ihm ausgehende Barmherzigkeit. Einen weiteren Hintergrund für die beiden Strahlen stellt eine Vision der heiligen Maria Faustyna Kowalska dar, in der sie Christus sah, von dessen Gewand ein weißer und ein roter Strahl ausgingen (Gnadenbild vom Barmherzigen Jesus). Hierbei steht der weiße Strahl für Wasser, das die Rechtfertigung der Seelen bewirkt, und der rote Strahl für Blut, das den Seelen Leben verleiht. Das rechte obere Feld zeigt ein Buch und eine weiße Taube, die Symbole für Wissen und den Heiligen Geist sind. Dieses Feld soll zum Ausdruck bringen, dass der Heilige Geist das menschliche Wissen erhellt und es auf diese Weise möglich macht, in eine größere Nähe zu Gott zu gelangen. Zugleich ist dies ein Verweis auf die akademische Tätigkeit Wejmans. Im linken unteren Feld ist der Stettiner Greif zu sehen, der auf die Stadt Stettin als Wirkungsort Wejmans verweist. Mit dem Monogramm „M“ im rechten unteren Feld nimmt Wejman Bezug auf Papst Johannes Paul II., der ebenfalls das Monogramm „M“ in seinem Wappen führte. Ferner drückt Wejman mit dem Monogramm „M“ seine Verehrung der Gottesmutter Maria aus. Die goldene Hintergrundfarbe der oberen Felder symbolisiert Königtum und Weisheit, wohingegen der blaue Hintergrund der unteren Felder für Frömmigkeit und die Verehrung Mariens steht.

## Schriften (Auswahl)
- L’obbedienza del sacerdote riguardo al vescovo alla luce del decreto conciliare Presbyterorum ordinis. Rom 1988.
- Formazione all’obbedienza sacerdotale alla luce della dottrina del Concilio Vaticano II. Tipografia Liberit, Rom 1990, OCLC 949010315.
- Być posłusznym kapłanem. Ottonianum, Stettin 1996, ISBN 978-83-7041-169-5.
- Przeobrażające zjednoczenie duszy z Bogiem. Ottonianum, Stettin 1996.
- Rodzina a palingeneza świata. Ottonianum, Stettin 1996, ISBN 978-83-7041-018-6.
- Miłosierdzie jako istotny element duchowości chrześcijańskiej. Studium z teologii życia wewnętrznego. Ottonianum, Stettin 1997, ISBN 978-83-7041-066-7.
- Zbawcza wartość duchowości miłosierdzia. Księgarnia św. Wojciecha, Posen 1999, ISBN 978-83-7015-481-3.
- Osiem błogosławieństw ewangelicznych. Nowe perspektywy duchowości (= Studia i Materiały. Band 31). Adam-Mickiewicz-Universität, Posen 2000, ISBN 978-83-8636038-3.
- Komplementarność duchowości stanów życia w Kościele (= Studia i Materiały. Band 59). Adam-Mickiewicz-Universität, Posen 2002, ISBN 978-83-8936101-1.
- Współpraca człowieka z miłosiernym Bogiem. Zgromadzenie Sióstr Matki Bożej Miłosierdzia, Krakau 2001, ISBN 978-83-8808606-9.
- Das Zusammenwirken des Menschen mit dem barmherzigen Gott. Misericordia-Verlag, Krakau 2003, ISBN 978-83-918450-2-8.
- W biblijnej szkole miłosierdzia. Wydawnictwo Misericordia, Krakau 2004, ISBN 978-83-8973155-5.
- Kontemplować Boga w tajemnicy jego miłosierdzia: refleksje biblijne. Wydawnictwo Misericordia Zgromadzenia Sióstr Matki Bożej Miłosierdzia, Krakau 2006, ISBN 978-83-8973111-1.
- Biblijne oblicza ufności. Wydawnictwo Misericordia Zgromadzenia Sióstr Matki Bożej Miłosierdzia, Krakau 2007, ISBN 978-83-8973161-6.
- Henryk Wejman, Sabine Lipiński: In der Bibelschule der Barmherzigkeit. Misericordia-Verlag, Krakau 2008, ISBN 978-83-8973171-5.
- Nadzieja w życiu duchowym człowieka w świetle Encykliki Benedykta XVI „Spe salvi“. In: Roczniki Teologiczne. Band 5, 2009, OCLC 922527524, S. 67–79.
- Henryk Wejman, Sabine Lipiński: Biblische Gesichter des Vertrauens. Misericordia-Verlag, Krakau 2010, ISBN 978-83-8973187-6.
- Postawa wiary w świetle „Dzienniczka“ św. Faustyny i encykliki „Dives in misericordia“ bł. Jana Pawła II. In: Colloquia Theologica Ottoniana. Nr. 2, 2013, OCLC 899809569, S. 7–19.
- Nauczanie pomorskie prymasa Polski Józefa Kardynała Glempa. In: Colloquia Theologica Ottoniana. Nr. 2, 2018, OCLC 9523227082, S. 209–221.
- Oblicza postawy miłosierdzia ludzkiego w świetle Bulli Papieża Franciszka „Misericordiae Vultus“. In: Colloquia Theologica Ottoniana. Nr. 1, 2018, OCLC 8772845994, S. 233–243.